# Olià
Olià é uma pequena aldeia da Espanha no município de Bellver de Cerdanya, comarca da Baixa Cerdanha, comunidade autónoma da Catalunha. Pertence à vegueria do Alt Pirineu i Aran. Em 2018 tinha 14 habitantes fixos.
Situa-se a 1 080 m de altitude. Ao norte de Olià fica o Parc Natural del Cadí-Moixeró e a sul a aldeia de Santa Eugènia de Nerellà.
Olià, Nas e Santa Eugènia de Nerellà celebram a sua festa maior conjuntamente no terceiro domingo de outubro. Como Olià não tem igreja, a gente do povo depende de igreja de Santa Eugènia de Nerellà, onde também têm o seu cemitério.